# منظمة السعادة العالمية
منظمة السعادة العالمية (GHO) (بالإنجليزية: Global Happiness Organization) هي منظمة دولية غير ربحية تأسست تحت اسم "Charity International". وهو مكرسة لتعزيز الأخلاقيات النفعية. تأسست في عام 2007 من قبل فريق من الأكاديميين والفلاسفة السويديين والناشطين في مجال رعاية الحيوان بقيادة لودفيج ليندستروم. الغرض من هذه المنظمة هو نشر أفضل الممارسات والدراسات العلمية الهادفة، وريادة الأعمال المجتمعية لرفع معدل السعادة في جميع أنحاء العالم.
تعمل المنظمة بطريقتين:
- أولا، عبر إعلام الجمهور بأحدث الأبحاث العلمية عن الاستراتيجيات الفعالة لتعزيز السعادة الشخصية؛ وكيف يمكن جعل الناس الآخرين أكثر سعادة، وتجنب التسبب في المعاناة للآخرين، بما في ذلك الحيوانات.

- ثانيا، تحاول منظمة السعادة العالمية الحصول على برنامج للسعادة في السياسة العامة. هدفها هو جعل السياسيين يعتمدون على قرارات صنع السياسة الخاصة بهم على استنتاجات مستمدة من أحدث الدراسات العلمية من أجل خلق ظروف أفضل لمجتمع أكثر سعادة وعالم أكثر سعادة.[4]

منذ 2007، نظمت منظمة السعادة العالمية مؤتمر السعادة حيث تقدم المنظمة أحدث أبحاث السعادة، وتوضح جدول أعمالها المستقبلي، وتوفر ساحة للنقاش حول السعادة الدولية. شمل المشاركون في المؤتمر والمتحدثون الفيلسوف الأسترالي بيتر سنجر، والباحث الهولندي روث فينهوفن (Ruut Veenhoven) والفيلسوف البريطاني ديفيد بيرس (David Pearce).
وقد عُقد أحدث مؤتمر لمنظمة السعادة العالمية في مايو 2009 في جامعة مالمو.

في 4 فبراير 2015، أعلنت منظمة السعادة العالمية عن افتتاح فرع جديد لها مدينة دبي بالإمارات، وتعيين «سعيد النظري» مديرا لفرعها.
في 20 مارس 2015، احتفلت منظمة السعادة العالمية باليوم العالمي للسعادة، حيث تم وضع هاشتاج #GlobalHappiness على فيسبوك وتويتر.

## روابط خارجية
- الموقع الرسمي